# Opuntia santa-rita
Opuntia santa-rita är en kaktusväxtart som först beskrevs av David Griffiths och Raleigh Frederick Hare, och fick sitt nu gällande namn av Joseph Nelson Rose. Opuntia santa-rita ingår i släktet fikonkaktusar, och familjen kaktusväxter. Inga underarter finns listade i Catalogue of Life.

## Bildgalleri

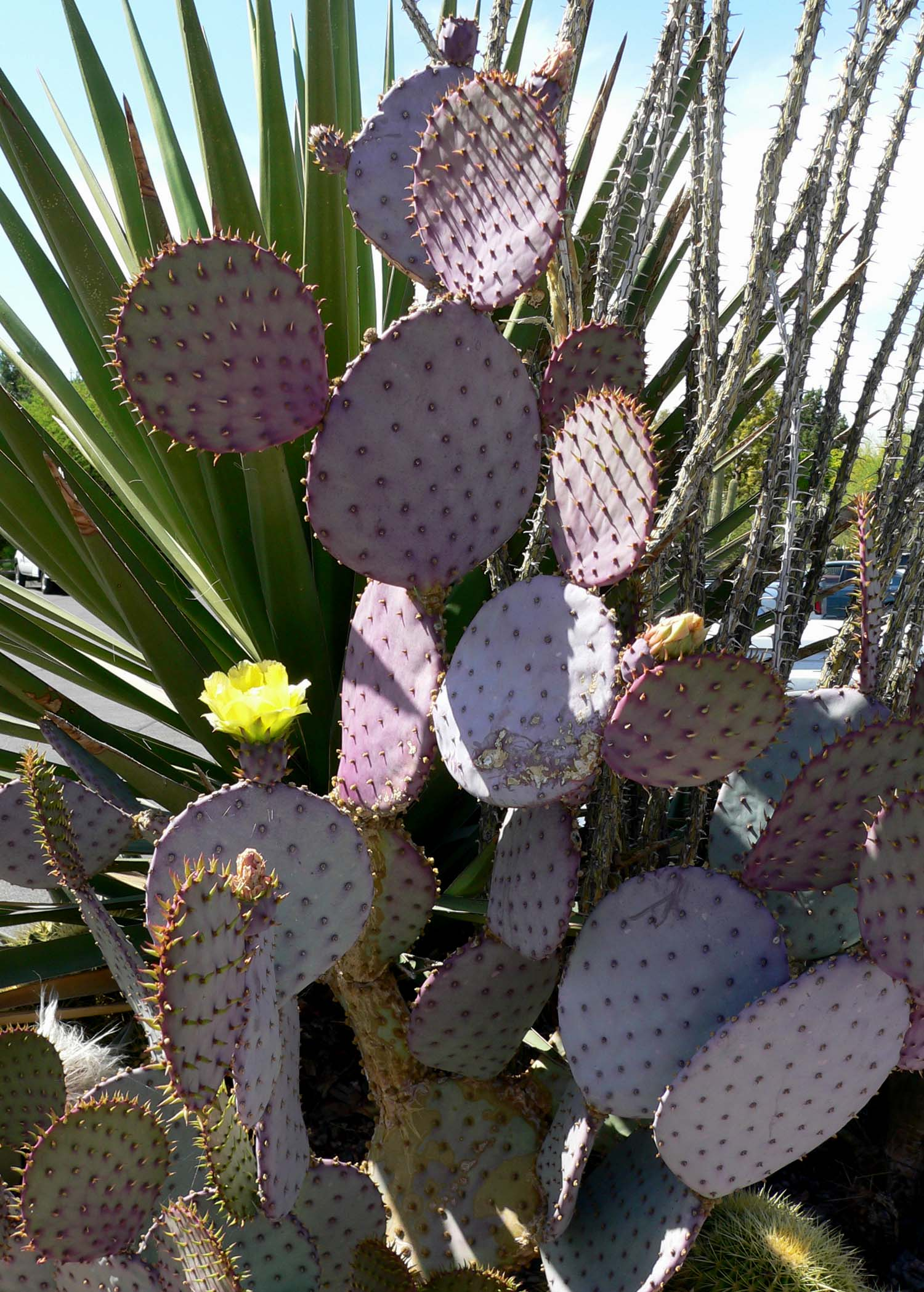
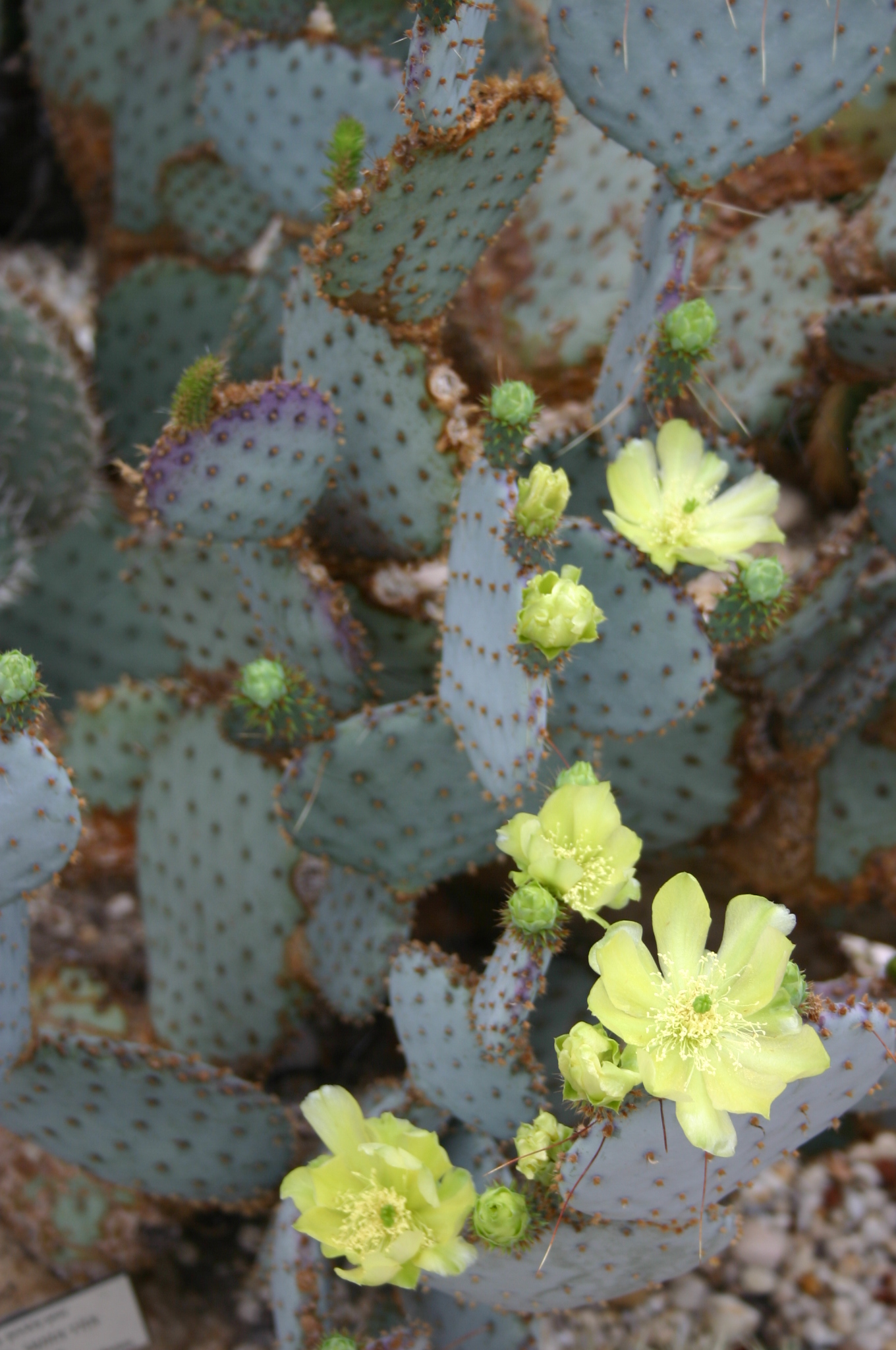
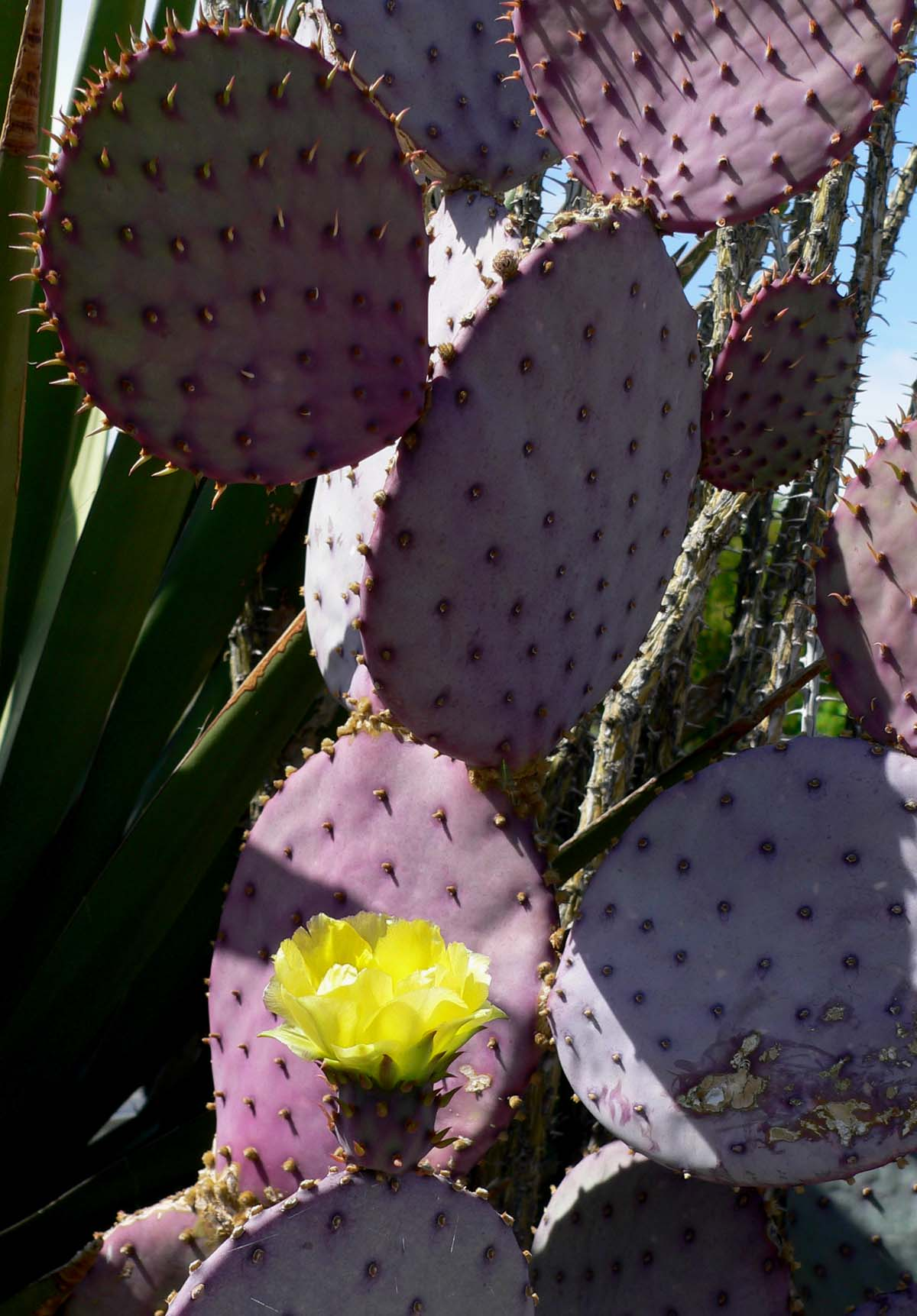
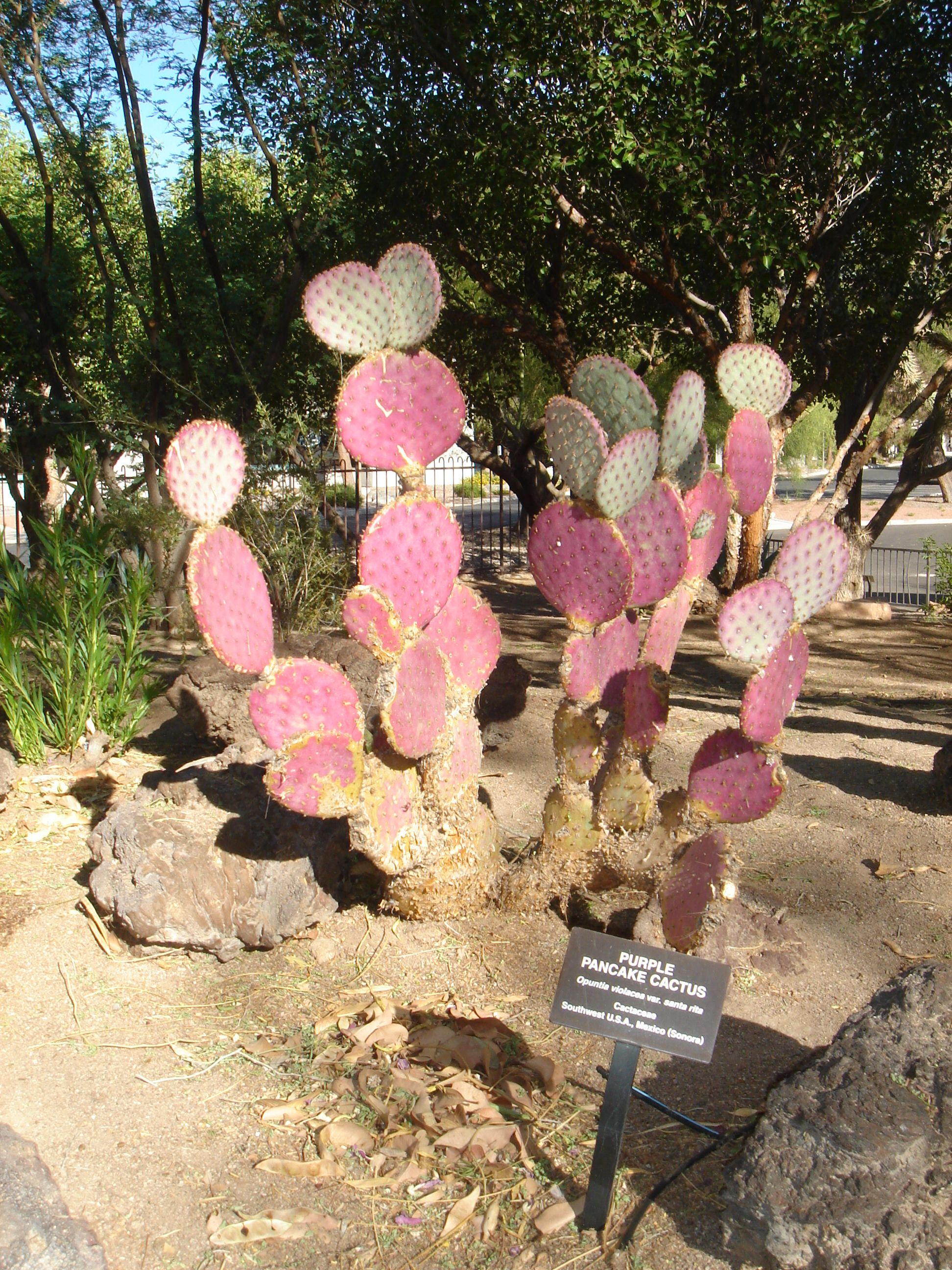
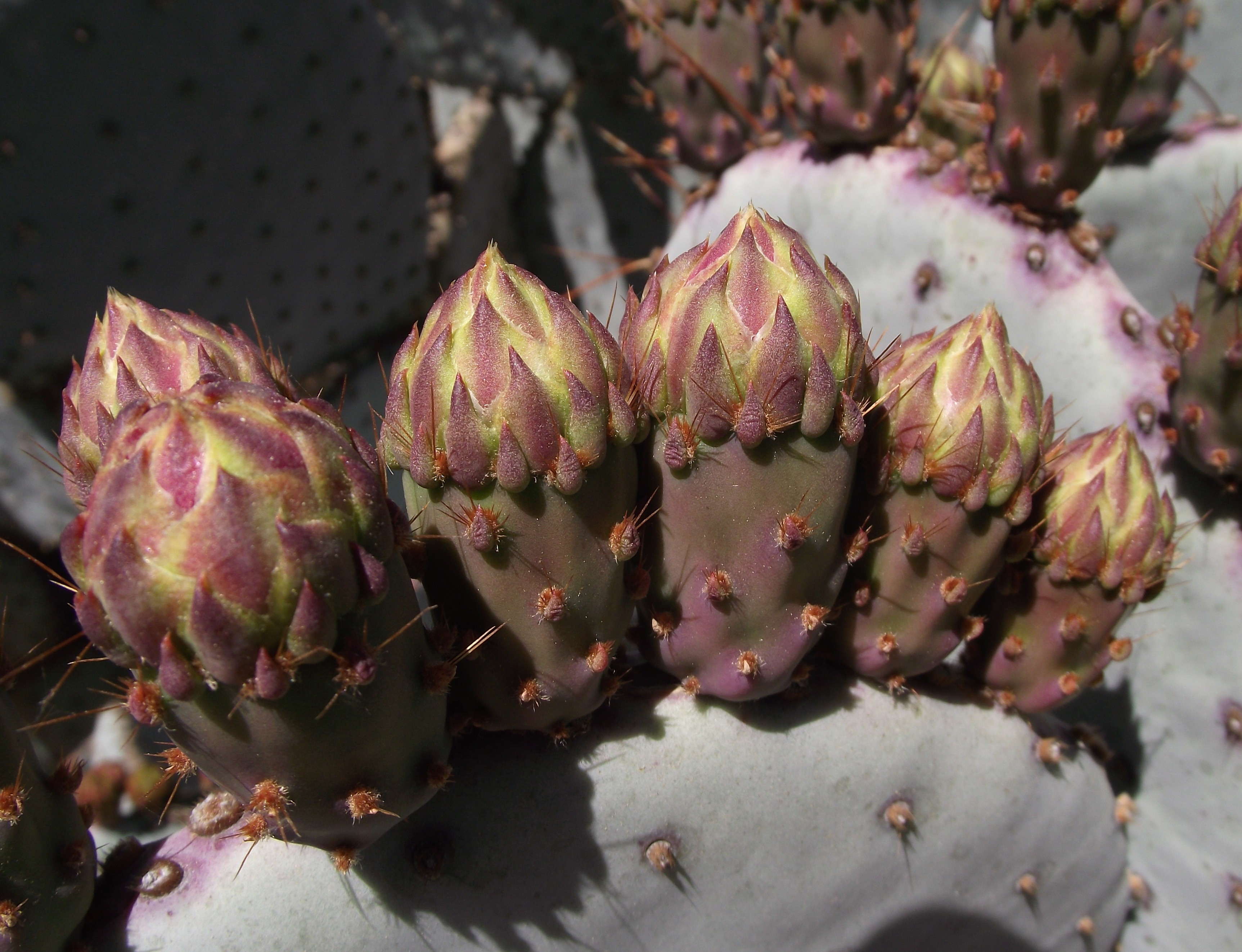
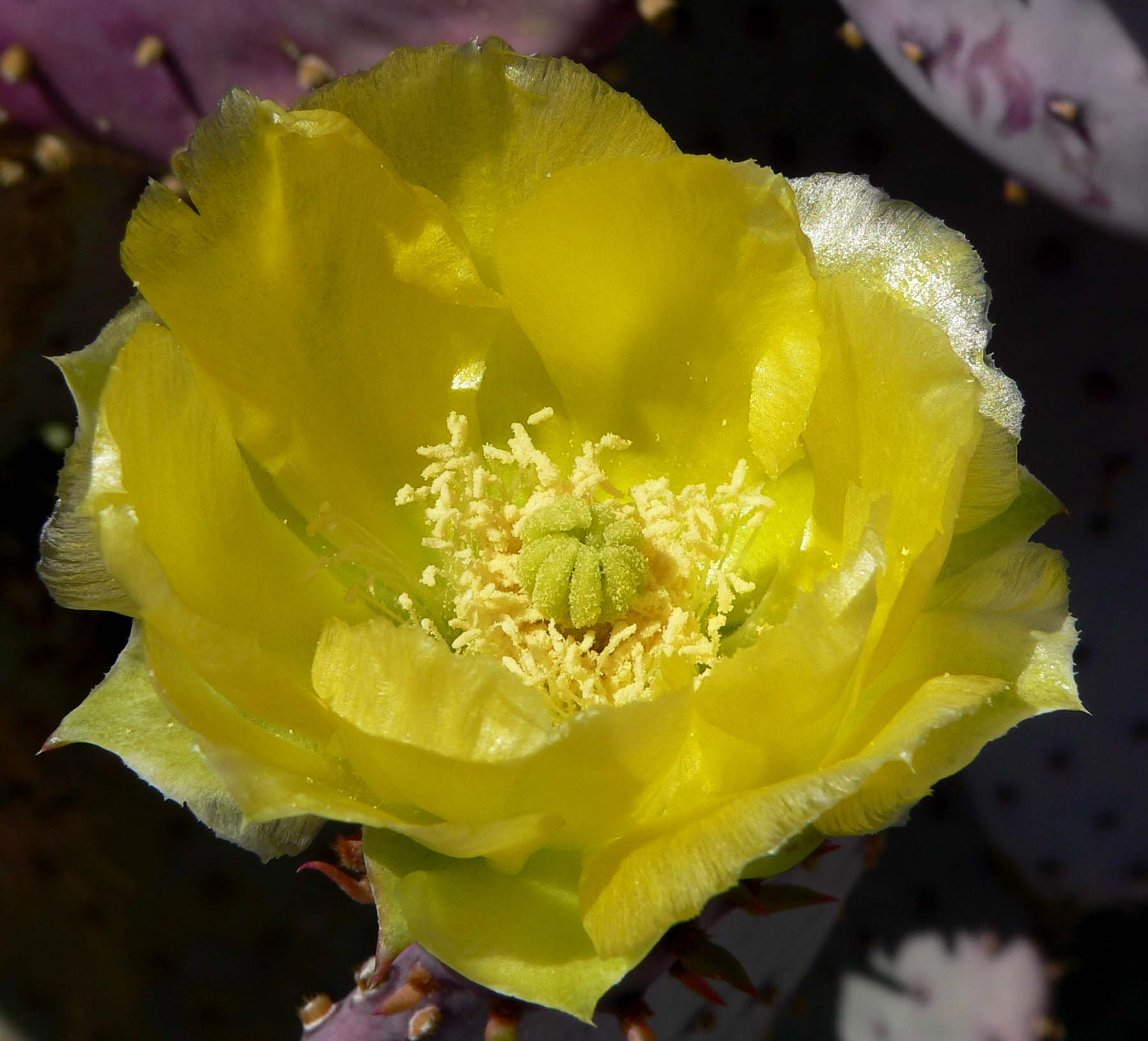